# Prokuratura na Litwie
Prokuratura na Litwie funkcjonuje zgodnie z Konstytucją Republiki Litewskiej na zasadzie niezależności, a szczegółowe zasady działania określają ustawy i inne akty prawne. Głównym aktem prawnym regulującym działalność instytucji litewskiej prokuratury jest ustawa – Prawo o Prokuraturze (lt. Prokuratūros įstatymo pakeitimo, ang. Law on the Prosecutor's Office) z 13 października 1994, znowelizowana przez ustawę z 22 kwietnia 2003.

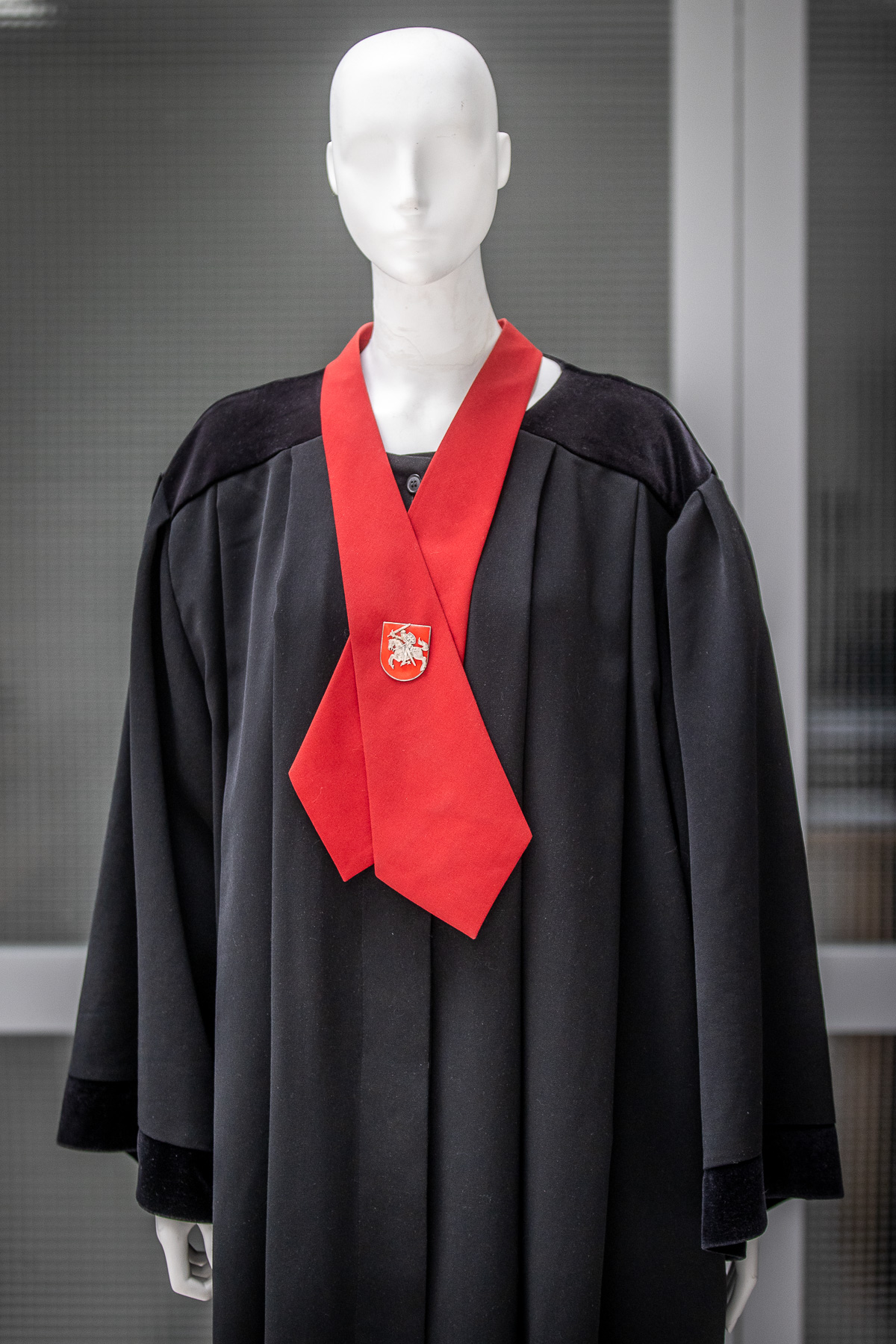
Strój urzędowy (używany w sądzie) litewskiego prokuratora

Niezależność prokuratora oraz jego działalność jedynie na podstawie i w granicach prawa jest zasadą konstytucyjną, ujętą w art. 118. Konstytucji Republiki Litewskiej (zmienianym dwukrotnie). Prokuratora Generalnego Republiki Litewskiej (lt. Generalinis prokuroras, ang. Prosecutor General) mianuje i odwołuje Prezydent, za zgodą jednoizbowego parlamentu (lt. Seimas). Konstytucja określa też podstawy struktury litewskiej prokuratury – składa się ona z Prokuratury Generalnej (lt. Generalinė prokuratūra, ang. Office of the Prosecutor General) oraz prokuratur miejscowych (lt. teritorinės prokuratūros, ang. territorial prosecutor’s offices).
Na Litwie 30 marca prokuratorzy obchodzą swoje święto zawodowe – Dzień Prokuratury, ustanowiony na pamiątkę złożenia przysięgi na wierność prawom Republiki Litewskiej przez zgromadzonych w budynku Prokuratury Generalnej prokuratorów, 30 marca 1990, niecałe trzy tygodnie po odzyskaniu przez Litwę niepodległości.

## Prokuratorzy Generalni

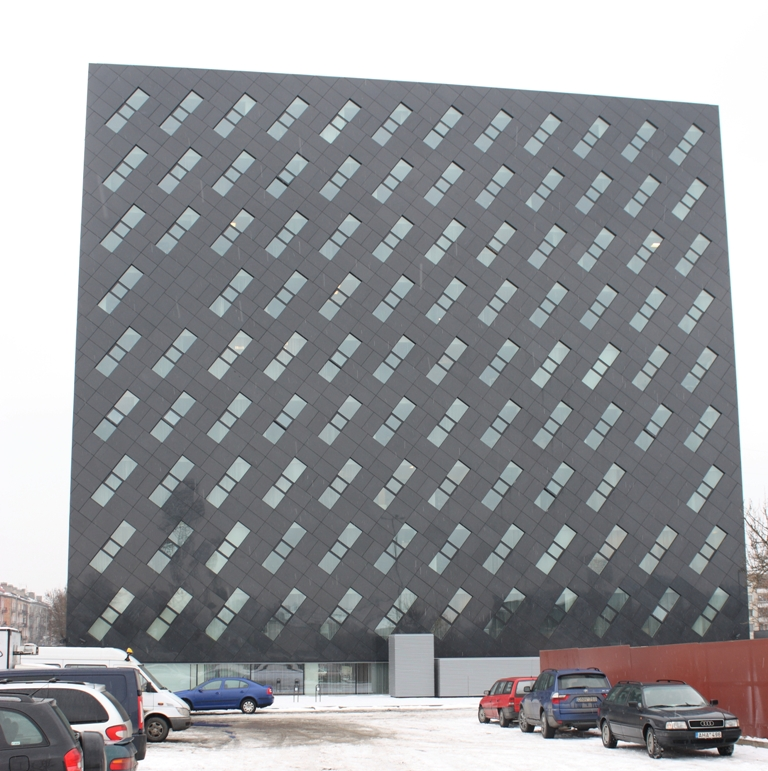
Prokuratura Generalna Republiki Litewskiej

Prokuratorzy Generalni Republiki Litewskiej:
- Artūras Paulauskas (1990-1995)
- Vladas Nikitinas (1995-1997)
- Kazys Pėdnyčia (1997-2000)
- Antanas Klimavičius (2000-2005)
- Algimantas Valantinas (2005-2010)
- Raimondas Petrauskas (od 23 lutego 2010 do maj 2010)
- Darius Valysod (2010-2015)
- Darius Raulušaitis (2015)
- Evaldas Pašilis (2015-2021)
- Nida Grunskienė (od 2021)

## Zadania
Zgodnie z ustawą – Prawo o Prokuraturze z 13 października 1994, gruntownie znowelizowaną 22 kwietnia 2003, prokuratura jest instytucją państwową wykonującą funkcje przepisane jej przez Konstytucję Republiki Litewskiej, niniejszą ustawę oraz inne przepisy prawa. Prokuratura strzeże praworządności i wspomaga sądy w administracji wymiarem sprawiedliwości.
Zgodnie z Prawem o Prokuraturze, prokuratura litewska, działając na podstawie i w granicach prawa, ma za zadanie:
- organizowanie i kierowanie postępowaniem przygotowawczym,
- prowadzenie postępowania przygotowawczego albo podejmowanie pojedynczych czynności w postępowaniu przygotowawczym,
- kontrola działalności urzędników prowadzących postępowanie przygotowawcze w postępowaniu karnym,
- występowanie jako oskarżyciel publiczny w imieniu państwa,
- sprawowanie nadzoru nad wykonaniem orzeczeń,
- koordynacja działań organów postępowania przygotowawczego i ukierunkowanie jej na ściganie czynów przestępnych,
- obrona interesu publicznego,
- rozpatrywanie, w zakresie swoich uprawnień, petycji, wniosków i skarg wniesionych przez jednostki,
- uczestniczenie w tworzeniu i implementacji programów prewencji przeciwko krajowym i międzynarodowym czynom przestępczym,
- uczestniczenie w procesie legislacyjnym,
- wykonywanie innych funkcji określonych prawem.

W pierwotnym brzmieniu ustawy – Prawo o prokuraturze z 13 października 1994, prokuratura, reprezentując państwo, wspiera administrację wymiaru sprawiedliwości oraz strzeże praworządności. Do głównych zadań prokuratury należało:
- wszczynanie i prowadzenie postępowań karnych,
- nadzór nad organami prowadzącymi badanie wstępne (ang. preliminary inquiry),
- prowadzenie wstępnego dochodzenia (lt. parengtinis tardymas, ang. preliminary investigation),
- wykonywanie funkcji oskarżyciela publicznego,
- nadzór nad wykonaniem orzeczenia,
- koordynowanie działań organów prowadzących badanie wstępne oraz dochodzenie wstępne wymierzone przeciwko przestępczości,
- obrona, na podstawie i w granicach prawa, prawnego interesu państwa  oraz naruszonych praw jednostek, przygotowywanie materiałów dla wszczęcia postępowań cywilnych przed sądami oraz uczestniczenie w rozpoznaniu spraw przed sądami.

## Struktura
Prokuratura litewska zorganizowana jest trójstopniowo. Najwyżej w hierarchii znajduje się Prokuratura Generalna, na czele której stoi Prokurator Generalny. Prokuraturze Generalnej podlega bezpośrednio pięć okręgów, które z kolei dzielą się na rejony odpowiadające gminom lub miastom wydzielonym. W prokuraturze zatrudnionych jest 1676 osób, z czego 885 to prokuratorzy (stan na 25 kwietnia 2007).
Prokurator Generalny jest mianowany i odwoływany przez Prezydenta za zgodą parlamentu na siedmioletnią kadencję. Osoba mianowana na stanowisko Prokuratora Generalnego musi:
- mieć ukończone 35 lat,
- odznaczać się wysokimi kwalifikacjami moralnymi,
- posiadać obywatelstwo Republiki Litewskiej,
- posiadać wykształcenie wyższe prawnicze lub zawodowe prawnicze,
- przepracować co najmniej dziesięć lat jako prokurator albo piastować przez co najmniej dziesięć lat funkcję sędziego albo przepracować co najmniej dziesięć lat na stanowisku profesora na uniwersytecie, posiadając stopień naukowy doktora albo doktora habilitowanego nauk prawnych.

Przed objęciem urzędu osoba mianowana składa przysięgę następującej treści:
Ja, Prokurator Generalny Republiki Litewskiej [imię, nazwisko] uroczyście przysięgam wierność Republice Litewskiej, strzec jej Konstytucji i praw, wypełniać swoje obowiązki w dobrej wierze, bronić prawa człowieka, wolności i interesy prawne, być bezstronnym, uczciwym, chronić tajemnice mi powierzone oraz zawsze zachowywać się jak przystoi Prokuratorowi Generalnemu.
Tak mi dopomóż Bóg.
Przysięga może być złożona bez ostatniego zdania. Przysięgę odbiera Prezydent.
Mandat Prokuratora Generalnego wygasa w razie:
- złożenia rezygnacji,
- upływu kadencji albo osiągnięciu wieku emerytalnego,
- niemożności pełnienia obowiązków za względów zdrowotnych,
- wyboru na inny urząd albo przeniesieniu za jego zgodą do innej pracy,
- utraty obywatelstwa Republiki Litewskiej,
- złamania przysięgi,
- skazania prawomocnym wyrokiem sądowym.